# くわはら利晃
くわはら 利晃（くわはら としあき、1972年9月5日 - ）は、日本の男性声優。広島県出身。

## 来歴
勝田声優学院卒業。
1999年から2010年3月までマウスプロモーション所属。フリー期間を経て、同年7月よりアクロスエンタテインメントに所属していた。

## 人物
方言は備後弁。趣味・特技は歌、航空祭、高層ビルからの夜景を見ること。音域はハイバリトン。

## 出演

### テレビアニメ
1997年
- EAT-MAN '98（警官、狙撃手、助手、部下 他）

1999年
- トラブルチョコレート（男子生徒）
- 名探偵コナン（係員C）

2000年
- 幻想魔伝 最遊記（李、妖怪）
- サイバーシックス（運転手〈印刷工〉、フィクスト、通行人〈男〉、所長）
- 真・女神転生デビチル（2000年 - 2001年、ノーム、セイリュウ、オーディン、ヘアリージャック、オーディン、ヘアリージャック）
- 星界の戦旗（参謀、第二艦隊参謀A ）
- HAND MAID メイ（田所田、如月）

2001年
- 旋風の用心棒（銀鮫社員、大貫義弘、警察官 他）
- ゴーゴー五つ子ら・ん・ど（クリスのパパ）
- Cosmic Baton Girl コメットさん☆（高井清、漁師B）
- 星界の戦旗II（団員C、通信参謀）
- パチスロ貴族 銀（観客）
- ヒカルの碁（李臨新、小島 他）
- 流血鬼（村の男4）

2002年
- サイボーグ009 THE CYBORG SOLDIER（戦士3、管制官、警官、兵士、男C）
- NARUTO -ナルト-（冥頭）
- パタパタ飛行船の冒険（写真技師、若い学者）
- ヒートガイジェイ（チンピラA）

2003年
- WOLF'S RAIN（男2、奪還隊D、店主）
- 無人惑星サヴァイヴ（スペンサー）

2004年
- 攻殻機動隊 STAND ALONE COMPLEX（自衛官、路上生活者）

2005年
- 交響詩篇エウレカセブン（副官）

2012年
- エリアの騎士（泊山学園3番）
- NARUTO -ナルト- 疾風伝（鬼兄弟・冥頭）

2014年
- 魔法少女大戦（駅員、おっさんA）

2017年
- ONE PIECE（カデンツァ）

### 劇場アニメ
- 人狼 JIN-ROH（2000年、ボーシ）
- ミニパト（2002年）
- NITABOH 仁太坊-津軽三味線始祖外聞（2004年）

### ゲーム
2000年
- ラグナキュール レジェンド

2001年
- クラッシュ・バンディクー4 さくれつ!魔神パワー（地の魔神）

2002年
- 鬼武者2
- 東京魔人學園外法帖（御厨惣洲・円空・崑崙 他）
- ロマンスは剣の輝きII（ブラムド）

2003年
- 侍道2（武藤郷四郎）

2004年
- 九龍妖魔學園紀（サラー）
- 3年B組金八先生 伝説の教壇に立て!（近所の男性）

2005年
- 風雲 幕末伝（芹沢鴨）

2006年
- スキージャンプ・ペア RELOADED（ナレーション）

2007年
- ぼくのなつやすみ3 -北国編- 小さなボクの大草原（運転手）

2011年
- FRONTIER GATE

2012年
- バイナリー ドメイン

2019年
- JUMP FORCE（アバターボイス）

### ドラマCD
- MとNの肖像（オーナー）
- スターオーシャン・セカンドストーリーVol.3「約束の小さな瞳」（兵士1）
- 東京アンダーグラウンド（頼男）
- 東京魔人学園 月紅伝（刑事）
- 東京魔人学園 妖鬼譚（御厨惣洲）
- HAND MAID メイノンスクランブルCDドラマ 湯けむり・学祭・もみじ狩り…秋メイっぱい～おまけもメイっぱい
- HAND MAID メイ メイくドラマCD選集メイっぱい・下巻～もうイッパイ イッパイ

### 吹き替え

#### 映画
- 悪魔の呼ぶ海へ（牧師〈ピーター・コボルド〉）
- アナライズ・ユー
- イリュージョン（オリント）
- ウエスト・サイド物語（タイガー）※テレビ東京版
- ウインドトーカーズ（衛生兵）※ソフト版
- LAヒート（テリー）
- 奇跡の歌（ナッピー）
- グリンチ ※劇場公開版
- GODZILLA
- ゴスフォード・パーク（バーンズ〈エイドリアン・スカーボロ〉）
- ゴンゾ宇宙に帰る（ドクター・タッカー〈デヴィッド・アークエット〉）
- コンタクト ※テレビ東京版
- サウス・ボストン（モンク）
- 10人の泥棒たち（カジノ支配人〈チェ・ドンムン〉）
- スウィーニー・トッド（男）
- スペース カウボーイ（青年ホーク）
- 卒業 ※テレビ東京版
- タービュランス2
- ダブル・ロック 裏切りの代償
- チャイルド・コレクター 溺死体
- ディボーシング・ジャック
- デモンズ・ウォー 戦場の死神
- トゥルー・クライム（ウォーレン・ラッセル〈ケイシー・リー〉）※ソフト版
- どつかれてアンダルシア (仮)
- トラブルボックス/恋とスパイと大作戦（バーンズ〈ロバート・スタントン〉）
- ハリケーン・チェイサー（テイラー）
- ラスト・キャッスル
- ROCK YOU!（免罪符売りピーター〈ジョナサン・スリンガー〉）※ソフト版
- ロミオとジュリエット（ピーター）

#### ドラマ
- ER緊急救命室
  - シーズンⅥ #8（ドアマン〈トッド・トゥルーリー〉）
  - シーズンⅦ #16（ダリル〈ジェイムズ・C・マシス・III〉）
  - シーズンⅩⅡ #8（バクスター・イー〈リュン・ユー〉）
- エコモダ〜愛と情熱の社長室（ニコラス・モーラ）
- サード・ウォッチ（DK）
- ザ・ホワイトハウス（トーマス）
- 三国志演義（袁紹）※国際スタンダード版
- 第一容疑者（コステロ）
- 犯罪捜査官ネイビーファイル3（バーンズ）
- パワーレンジャー・ロスト・ギャラクシー（レッドシャーク）
- フェームLA（ロバート）
- ブルックリン74分署（ダリアス）
- ベティ〜愛と裏切りの秘書室（ニコラス・モーラ、グスタボ・オラルテ）
- 夢見る小犬ウィッシュボーン（トラビス）

#### テレビ番組
- バイオグラフィー

#### アニメ
- アイアン・ジャイアント
- クマゴロー 宇宙グマの侵略（スミス）
- KND ハチャメチャ大作戦（フィッブ）
- スターシップ・トゥルーパーズ（トファイ）
- 長くつ下のピッピ（果物屋主人、船員達、男性 他）
- バットマン
- バルト 新たなる旅立ち
- 魔法の指輪（兵士、黒エプロン男、大臣 他）
- リセス 〜ぼくらの休み時間〜（アントニオ、スキナー、ジーク医師）

### テレビドラマ
- あなたの番です（2019年、日本テレビ） - アナウンサー（声の出演）
- 真犯人フラグ 第4話（2021年11月7日、日本テレビ）

### ボイスオーバー
- 奇跡の地球物語〜近未来創造サイエンス
- SmaSTATION!!

### ナレーション
- 憧憬 大人のゴルフ旅
- 台湾フォルモサ紀行2013〜麗しの島 台湾〜
- Do you 脳? 脳力道場
- ブルーインパルス〜大空に挑む究極のアクロバット〜
- プロムナード川口